# 洪加奇
洪加奇，是匈牙利包尔绍德-奥包乌伊-曾普伦州所辖的一个村。总面积22.53平方公里，总人口600，人口密度26.6人/平方公里（2011年1月1日）。